# ケネス・シュミット
ケネス・シュミット（Kenneth Schmidt）ことタン＝ケネス・イェリコ・レカ＝シュミット（Tan-Kenneth Jerico Leka-Schmidt、2002年6月3日 - ）は、ドイツ・フライブルク出身のサッカー選手。SCフライブルク所属。ポジションはDF。

## クラブ経歴
フライブルク北の郊外にあるFCエメンディンゲンでキャリアをスタートさせ、2017年にはドイツサッカー連盟主催の合宿にも招待された。同年の夏にSCフライブルクのU-17へ移籍し、2020-21シーズンからBチームで出場機会を貰い始めた。
2022-23シーズンのウィンターブレイク期間にトップチーム昇格が決定すると、2023年3月16日、UEFAヨーロッパリーグのベスト16ユヴェントスFC戦でトップチームデビューを果たした。